# Stadler Euro 4001
L'Euro 4001 est une locomotive Diesel produite par  Stadler.
Elle succède à l’Euro 4000. L’Euro 4001 est la version thermique pure de l’Euro Dual, avec un moteur à quatre temps de Caterpillar de 2800 kW et une chaîne de traction moderne ABB triphasée.
Captrain France (ex-VFLI) et Alpha Trains ont passé une commande de 12 machines le 7 juin 2018. Les locomotives, numérotées 4001-3971 à 4001-3982, sont en service depuis le 16 février 2021.